# 결정 코호몰로지
대수기하학에서 결정 코호몰로지(結晶cohomology, 영어: crystalline cohomology, 프랑스어: cohomologie cristalline)는 양의 표수를 가지는 가환환 위에서 푸앵카레 보조정리를 모방하려 만들어진 코호몰로지 이론이다.

## 정의

### 결정 열린 몰입
스킴 {\displaystyle X}가 주어졌다고 하자. 그렇다면, {\displaystyle X} 속으로의 결정 열린 몰입(영어: crystalline open immersion) {\displaystyle (U,T,\delta )}은 다음과 같은 데이터로 구성된다.
- 스킴 {\displaystyle (U,{\mathcal {O}}_{U})}
- (자리스키) 열린 몰입 {\displaystyle U\hookrightarrow X}
- {\displaystyle U}의 (자리스키) 닫힌 부분 스킴 {\displaystyle T}. 이는 물론 어떤 준연접 {\displaystyle {\mathcal {O}}_{U}}-아이디얼 층 {\displaystyle {\mathcal {I}}\subseteq {\mathcal {O}}_{U}}를 정의한다.
- {\displaystyle \delta }는 {\displaystyle (U,{\mathcal {I}})} 위의 분할 거듭제곱 구조이다. 즉, {\displaystyle (U,{\mathcal {I}},\delta )}는 분할 거듭제곱 스킴을 이룬다.

### 결정 위치
다음이 주어졌다고 하자.
- 분할 거듭제곱 스킴 {\displaystyle (S,{\mathcal {I}},\gamma )}
- 스킴 {\displaystyle X} 및 스킴 사상 {\displaystyle X\to S}

(작은) 결정 위치(-結晶位置, 영어: (small) crystalline site) {\displaystyle \operatorname {Cris} (X/S)}는 범주로서 다음과 같다.
- {\displaystyle \operatorname {Cris} (X/S)}의 대상은 {\displaystyle X} 속으로의 결정 열린 몰입 {\displaystyle (U,T,\delta )} 가운데, 다음 조건을 만족시키는 것이다.
  - {\displaystyle U}와 {\displaystyle T}는 위상 공간으로서 같으며, 오직 구조층만이 다를 수 있다.
- {\displaystyle \operatorname {Cris} (X/S)}의 사상은 분할 거듭제곱 스킴의 사상 {\displaystyle (U,T,\delta )\to (U',T',\delta ')} 가운데, 밑 분할 거듭제곱 스킴 {\displaystyle (S,{\mathcal {I}},\gamma )}로의 사상들이 적절히 가환하는 것이다.

이 위에, 통상적인 방법으로 그로텐디크 위상을 주어 위치로 만들 수 있다.
유사하게, 다음과 같은 큰 결정 위치(영어: big crystalline site) {\displaystyle \operatorname {CRIS} (X/S)}를 정의할 수 있다. 이는 작은 범주를 이루지 못한다.
- {\displaystyle \operatorname {CRIS} (X/S)}의 대상은 분할 거듭제곱 스킴 사상 {\displaystyle (U,T,\delta )\to (S,{\mathcal {I}},\gamma )} 가운데, 다음 조건을 만족시키는 것이다.
  - {\displaystyle U}와 {\displaystyle T}는 위상 공간으로서 같으며, 오직 구조층만이 다를 수 있다.
- {\displaystyle \operatorname {CRIS} (X/S)}의 사상은 분할 거듭제곱 스킴의 사상 {\displaystyle (U,T,\delta )\to (U',T',\delta ')} 가운데, 밑 분할 거듭제곱 스킴 {\displaystyle (S,{\mathcal {I}},\gamma )}로의 사상들이 적절히 가환하는 것이다.

이 위에, 통상적인 방법으로 그로텐디크 위상을 주어 위치로 만들 수 있다.
작은 결정 위치 위의 층의 층 코호몰로지 군
{\displaystyle \operatorname {H} ^{i}(\operatorname {Cris} (X/S);{\mathcal {F}})}
을 결정 코호몰로지라고 한다.

### 결정
다음이 주어졌다고 하자.
- 스킴 사상 {\displaystyle X\to S}. 이를 통해 결정 위치 {\displaystyle \operatorname {Cris} (X/S)}를 정의할 수 있다.
- 결정 위치 {\displaystyle \operatorname {Cris} (X/S)} 위의 {\displaystyle {\mathcal {O}}_{X/S}}-가군층 {\displaystyle {\mathcal {F}}}

그렇다면,  {\displaystyle \operatorname {Cris} (X/S)} 속의 임의의 두 대상 {\displaystyle (U,T,\delta )}, {\displaystyle (U',T',\delta ')} 사이의 사상
{\displaystyle f\colon (U,T,\delta )\to (U',T',\delta ')}
에 대하여, 자연스러운 사상
{\displaystyle f^{*}{\mathcal {F}}_{T}\longrightarrow {\mathcal {F}}_{T'}}
이 존재한다. 만약 이 사상이 항상 {\displaystyle \operatorname {Cris} (X/S)}의 동형 사상이라면, {\displaystyle {\mathcal {F}}}를 결정(結晶, 영어: crystal 크리스털[*])이라고 한다. 이는 {\displaystyle X/S}에 있는 결정 구조에 {\displaystyle {\mathcal {F}}}가 “자연스럽게 배여 있다”는 것이다.
구조층 {\displaystyle {\mathcal {O}}_{X/S}} 자체는 {\displaystyle \operatorname {Cris} (X/S)} 위의 결정을 이룬다.

## 성질

### 적분 가능 접속
다음이 주어졌다고 하자.
- 가환환 {\displaystyle K}
- 분할 거듭제곱 환 {\displaystyle (R,{\mathfrak {I}},\gamma )}
- 환 준동형 {\displaystyle f\colon K\to R}
- {\displaystyle R}-가군 {\displaystyle M\in \operatorname {Mod} _{R}}

{\displaystyle M} 속의 접속(接續, 영어: connection)이란 다음 조건을 만족시키는 가군 준동형
{\displaystyle \nabla \colon M\to \Omega _{R/K,{\mathfrak {I}},\gamma }^{1}\otimes _{R}M}
이다.
{\displaystyle \nabla (rm)=r\nabla m+m\otimes _{B}\mathrm {d} r\qquad \forall m\in M,\;r\in R}
여기서 {\displaystyle \Omega _{R/K,{\mathfrak {I}},\gamma }^{1}}는 {\displaystyle (R,{\mathfrak {I}},\gamma )} 위의 분할 거듭제곱 미분 가군이다.
이 경우, 항등식
{\displaystyle \nabla (m\otimes _{R}\omega )=\nabla m\wedge \omega +m\otimes _{R}\mathrm {d} \omega \qquad (m\in M,\;\omega \in \Omega _{R/K,{\mathfrak {I}},\gamma }^{\bullet })}
를 통해 임의의 차수 미분 형식들에 대한 미분
{\displaystyle \nabla \colon M\otimes _{R}\Omega _{R/K,{\mathfrak {I}},\gamma }^{\bullet }\to M\otimes _{R}\Omega _{R/K,{\mathfrak {I}},\gamma }^{\bullet +1}}
을 정의할 수 있다.
만약 이 연산이 멱영 연산이라면, 즉, 만약
{\displaystyle M\otimes _{R}\Omega _{R/K,{\mathfrak {I}},\gamma }^{0}{\xrightarrow {\nabla }}M\otimes _{R}\Omega _{R/K,{\mathfrak {I}},\gamma }^{1}{\xrightarrow {\nabla }}M\otimes _{R}\Omega _{R/K,{\mathfrak {I}},\gamma }^{2}\to \dotsb }
가 사슬 복합체라면, 접속 {\displaystyle \nabla }를 {\displaystyle M} 속의 적분 가능 접속(積分可能接續, 영어: integrable connection)이라고 한다.

### 결정 위의 적분 가능 미분
결정 위에는 표준적인 적분 가능 미분이 존재하며, 따라서 드람 복합체를 구성할 수 있다.
구체적으로, 다음이 주어졌다고 하자.
- 분할 거듭제곱 스킴 {\displaystyle (S,{\mathcal {I}},\gamma )}
- 스킴 {\displaystyle X} 및 스킴 사상 {\displaystyle X\to S}
- {\displaystyle X}의 결정 열린 부분 스킴 {\displaystyle (U,T,\delta )\in \operatorname {Cris} (X/S)}
- {\displaystyle \operatorname {Cris} (X/S)} 위의 결정 {\displaystyle {\mathcal {F}}}

그렇다면,
{\displaystyle {\mathcal {O}}_{T'}:={\mathcal {O}}_{T}\otimes \Omega _{T,\delta }^{1},(U(1),T(1),\delta (1))=(U,T,\delta )\times _{(S,I,\gamma )}(U,T,\delta )}
로 정의하고, {\displaystyle p_{0},p_{1}\colon T(1)\to T}로 사영을 잡았을 때,
{\displaystyle p_{0}^{*}{\mathcal {F}}_{T}{\overset {c_{0}}{\longrightarrow }}{\mathcal {F}}_{T'}{\overset {c_{1}}{\longleftarrow }}p_{1}^{*}{\mathcal {F}}_{T}}
를 생각할 수 있으며, 양 화살표는 가정에 의해서 모두 동형 사상이다.
{\displaystyle s\in \Gamma (T,{\mathcal {F}}_{T})}를 생각하면
{\displaystyle \nabla (s)=p_{1}^{*}s-c(p_{0}^{*}s)}
로 정의하자. 여기에서 {\displaystyle c=c_{1}^{-1}\circ c_{0}}다. 이것은 보통 접속을 정의할 때 쓰는 리 미분 {\displaystyle \nabla _{X}(Y)=XY-YX}를 모방한 것이다. 그러면 이는
{\displaystyle \nabla \colon \Gamma (T,{\mathcal {F}}_{T})\longrightarrow \Gamma (T,{\mathcal {F}}_{T}\otimes _{{\mathcal {O}}_{X/S}}\Omega _{T/X,\delta }^{1})}
를 만들고, 이는 적분 가능 접속이 된다.
미분은 당연히 다항식에서 해야 하고, 표수는 불편하니 다음을 정의하자. {\displaystyle (A,I,\gamma )}가 분할 거듭제곱 환이고 {\displaystyle A\to B}가 환 준동형이라면 적당한 {\displaystyle P=A[x_{i}]}를 잡아서 {\displaystyle P\to C}가 전사 준동형이 되도록 하자. 그리고 그 핵을 {\displaystyle J}라고 하면
{\displaystyle D=\varprojlim _{e}D_{B,\gamma }(J)/p^{e}D_{B,\gamma }(J)}
를 정의할 수 있다. 그렇다면, 여기 위에서 적절한 성질을 가진 적분 가능 접속과 {\displaystyle X/S}의 (결정 위치에서) 준연접층은 서로 일대일 대응한다.

### 푸앵카레 보조정리
다음을 생각하자.
- 가환환 {\displaystyle K}
- 유한 집합 {\displaystyle I}
- {\displaystyle K}계수의, {\displaystyle I}개 변수 분할 거듭제곱 다항식환 {\displaystyle P=K\langle (x_{i})_{i\in I}\rangle }
- {\displaystyle K} 위의 임의의 가군 {\displaystyle M}

그렇다면, 분할 거듭제곱 드람 복합체 {\displaystyle \Omega _{P/K}^{\bullet }}의 각 항에 {\displaystyle M}의 텐서곱을 취하여도, 이는 완전열을 이룬다. 즉, 다음과 같은 완전열이 존재한다.
{\displaystyle 0\to M\to M\otimes _{K}\Omega _{P/K}^{1}\to M\otimes _{K}\Omega _{P/K}^{2}\to M\otimes _{K}\Omega _{P/A}^{3}\to \cdots }
이 완전열의 존재는 일종의 “푸앵카레 보조정리”에 해당하며, 반면 일반 다항식환 {\displaystyle A[x_{i}]}의 경우에는 성립하지 않는다 ({\displaystyle (x^{n})'=nx^{n-1}}이기 때문).
보다 일반적으로, 다음을 생각하자.
- 가환환 {\displaystyle K}
- 분할 거듭제곱 환 {\displaystyle (R,{\mathfrak {I}},\gamma )} 및 환 준동형 {\displaystyle f\colon K\to R}
- {\displaystyle R} 위의 분할 거듭제곱 다항식환 {\displaystyle P=R\langle (x_{i})_{i\in I}\rangle }
- {\displaystyle R} 위의 가군 {\displaystyle M}
- {\displaystyle M} 위의 적분 가능 접속 {\displaystyle \nabla \colon M\to M\otimes _{R}\Omega _{R/K,\delta }^{1}}

그렇다면, {\displaystyle P} 속의 아이디얼
{\displaystyle {\mathfrak {J}}={\mathfrak {I}}P+P_{+}}
를 생각하자. 여기서 {\displaystyle P_{+}\subseteq P}는 양의 차수 항들로 구성된 {\displaystyle P}의 부분 집합이다. 또한, {\displaystyle (P,{\mathfrak {J}})} 위에 자명한 분할 거듭제곱 구조 {\displaystyle \delta }를 부여한다.
그렇다면, {\displaystyle K}-가군 범주의 유도 범주 {\displaystyle \operatorname {D} (\operatorname {Mod} _{K})} 안에서
{\displaystyle M\otimes _{R}\Omega _{R/K,\gamma }^{\bullet }{\xrightarrow {\sim }}M\otimes _{P}\Omega _{P/K,\delta }^{\bullet }}
이라는 유사 동형 사상이 있다 (즉, 이는 코호몰로지 군 사이의 동형을 정의한다).

### 결정 코호몰로지와 분할 거듭제곱 드람 코호몰로지의 비교
이제 다음을 생각하자. {\displaystyle X/S}의 결정 위치를 {\displaystyle \mathrm {Cris} (X/S)}로 표기하자.
{\displaystyle D(n)=\prod ^{n}D}
그러면 {\displaystyle D(0)\longrightarrow D(1)\longrightarrow \cdots }는 {\displaystyle \mathrm {R} \Gamma (\mathrm {Cris} (X/S),{\mathcal {F}})}하고 유사동형사상이다. 이는 마치 체흐 신경과 비슷한 역할을 한다. 이것과 드람 복합체와의 스펙트럼 열을 계산하면 {\displaystyle {\mathcal {F}}}를 결정 위치에서 준연접층이라고 하고 {\displaystyle M}를 {\displaystyle {\mathcal {F}}}하고 대응되는 p진으로 완벽한 {\displaystyle D}-가군이라고 하면 {\displaystyle \mathrm {R} \Gamma (\mathrm {Cris} (X/S),{\mathcal {F}})}는 대응되는 적분 가능 접속으로 만들어지는 {\displaystyle M\otimes _{D}\Omega _{D}^{*}}하고 유사 동형이 된다. 즉, 결정 코호몰로지 군을 계산하는 것이란 곧 드람 복합체를 계산하는 것과 동치이다.

## 역사
알렉산더 그로텐디크가 1966년에 도입하였다. 이후 피에르 베르틀로(프랑스어: Pierre Berthelot)가 그 이론에 공헌하였다.

## 응용
결정 코호몰로지는 대수적 수론에서 중요한 역할을 한다.
어떤 유한체 {\displaystyle \mathbb {F} _{q}} 위의 스킴 {\displaystyle X/\mathbb {F} _{q}}가 주어졌을 때, 그냥 결정 코호몰로지 군 {\displaystyle \operatorname {H} _{\mathrm {cris} }^{i}(X/\mathbb {F} _{q},{\mathcal {O}}_{X})}를 계산하는 것은 별로 도움이 되지 않는다. 이는 정수론도 그냥 다항식을 쓰는데, 결정 코호몰로지는 위에서 확인한 바에 의하면 {\displaystyle A\langle x_{i}\rangle }만이 진짜 미분을 정의하고 따라서 결정 코호몰로지 군을 계산하는 것도 이것이기 때문이다.
하지만 표수가 커지면 커질수록 {\displaystyle A\langle x_{i}\rangle }는 {\displaystyle A[x_{i}]}와 “가까워진다”. 따라서, 비트 벡터를 생각해서
{\displaystyle \operatorname {H} _{\mathrm {cris} }^{i}(X):=\varprojlim H_{\mathrm {cris} }^{i}(X/W_{n}(\mathbb {F} _{q}),{\mathcal {O}}_{X})}
를 생각할 수 있고, 이것을 {\displaystyle \ell =p}일 때의 코호몰로지로 에탈 코호몰로지 대신 쓸 수 있다.

## 같이 보기
- 모티브 코호몰로지
- 드람 코호몰로지